# خوان پابلو کابانا
خوان پابلو کابانا (انگلیسی: Juan Pablo Cabaña؛ زادهٔ ۲۸ دسامبر ۲۰۰۱) بازیکن فوتبال است.